# フレック
株式会社フレックは首都圏を中心に、全国でスーパーマーケットを展開していた企業である。

## 概要
元々は扇屋ジャスコを中心にテナント出店していた八百屋であった。八千代デパートに野菜のテナントとして出店したのをきっかけにスーパーのテナントとして5軒出店し、業績を伸ばすきっかけになった。
大型店の近くに店舗を構えるコバンザメ商法で展開していた。京葉地区中心だった店舗展開も、全国へ拡大し北海道、長野県にも出店していた。
1998年、9月14日に営業を停止した黒潮市場北海道から4店舗を取得した。北海道中央バスグループの中央バス観光商事が営業していたMOTを同年5月に黒潮市場が譲受したもので、物件(リース)、従業員を含め取得した。
過大な不動産投資、積極的な店舗出店により過剰債務を抱え、平成13年に「3ヵ年中期経営計画」を策定し、低採算店の閉鎖、不要資産売却等による債務圧縮に努めてきた。しかし改善には至らず、自力再建は困難と判断し、千葉銀行とともに産業再生機構に支援を申し込んだ。
2004年4月27日、テスコ傘下のシートゥーネットワークが事業支援について発表。 8月16日に買収を完了した。

## 沿革
- 1968年（昭和43年）千葉市さつきが丘に有限会社雲田青果を設立。
- 1980年（昭和55年） スーパーフレック本八幡店を開店。
- 1996年（平成8年） 株式会社マルタカより埼玉6店舗の営業権譲受。
- 1998年（平成10年）黒潮市場北海道から4店舗を取得した[6]。
- 1999年（平成11年）札幌支社、大阪支社開設。

## 店舗[7]

### 千葉県
- 本八幡店 (市川市南八幡4-7-14)
- 幕張店 (千葉市花見川区幕張町5-417-15)
- 行徳店 (市川市行徳駅前1-3-6)
- 稲毛店 (千葉市稲毛区小中台7-20-7)
- 大野店 (市川市南大野3-1-10)
- 中山店 (市川市南鬼高2-9-13)
- 勝田台店 (八千代市勝田台1-31-1)
- 四街道店 (四街道市大日318-20)
- ユーカリが丘店 (佐倉市ユーカリが丘3-3-14)
- 国分寺台店 (市原市国分寺台4-3-1)
- セントラルプラザフレック食賓館 (千葉市中央区中央3-17-1)
- 五井西店 (市原市五井西104街区-10)
- 長沼原店 (千葉市稲毛区長沼原町317-1ラ・ポルテ・ヴィズ1F)
- 富里店 (印旛郡富里町七栄723-2)

### 東京都
- 西葛西店 (江戸川区西葛西6-17-1)
- 船堀店 (江戸川区北葛西2-12-29)
- 生鮮瑞江店 (江戸川区西瑞江2-15-10)
- 東武ストアー王子店 (北区王子1-4-1)

### 埼玉県
- 大牧店 (浦和市大牧490)
- 根岸店 (川口市根岸2824-1)
- 岸町店 (川越市岸町1-15-12)
- 水谷店 (富士見市水谷東2-38-2)
- 宮戸店 (朝霞市宮戸2-8-4)
- 鳩ヶ谷店 (鳩ヶ谷市南7-16-1)

### 茨城県
- 石岡店 (石岡市杉並1-12807-1)

### 長野県
- 臼田店 (南佐久郡臼田町大字臼田69 サンマルコビル１F)
- 丸子店 (小県郡丸子町大字長瀬2885-3)

### 北海道
- 釧路店 (釧路市鳥取大通り7-5-8)
- ウイングスドラッグ (釧路市鳥取北7-7-21)
- 平岡店 (札幌市厚別区上野幌3条4丁目19-26)
1994年10月5日オープン。サッポロドラッグストア、風月がテナントとして出店していた[8]。
現在、サンドラッグ上野幌店[9]。
- 北野店 (札幌市清田区北野6条1丁目4-1)
- 琴似店 (札幌市西区24軒3条7丁目2-39)
閉店後、ジンギスカン、焼肉の北海道料理宮之森が営業していたが、2019年に移転。　
2024年7月22日から解体工事が始まり、注文者は、土地建物を所有する北海道中央バス、解体を行うのはグループ会社の泰進建設が行い、解体は、11月30日までの予定[10]。

- 西野店 (札幌市西区西野3条8丁目9-18)
- 山鼻店 (札幌市中央区南14条西15丁目4-16)
現在、BOOKOFF札幌山鼻店[11]。
- 常盤店　（札幌市南区真駒内332）

### 外食事業

#### なか卯
- 西葛西店 (江戸川区西葛西6-7 メトロセンター西葛西B棟2号)
- 大島店 (江東区大島6-30-11)
- 茅場町店 (中央区日本橋茅場町3-1-11)
- セントラルプラザ店 (千葉市中央区中央3-17-1 セントラルプラザ１階)
- 稲毛海岸店 (千葉市美浜区高洲1-21-1)

モスバーガー
- 勝田台店 (八千代市勝田台1-37-9)
- 幕張店 (千葉市花見川区幕張町5-417-15)

焼津港 大まぐろ
- 四街道店 (四街道市大日緑が丘319-20)